# Haematopota caspica
Haematopota caspica är en tvåvingeart som beskrevs av Abbassian-lintzen 1960. Haematopota caspica ingår i släktet Haematopota och familjen bromsar.
Artens utbredningsområde är Iran. Inga underarter finns listade i Catalogue of Life.